# Terence Tengué
Terence Tengué (* 26. Oktober 2005) ist ein zentralafrikanischer Schwimmer. 

## Sport
Tengué trat erstmals bei den Kurzbahnweltmeisterschaften 2021 in Abu Dhabi in einem internationalen Wettbewerb an. Bei den Afrikaspielen 2023 in Ghana qualifizierte er sich für die Olympischen Spiele. Bei den Olympischen Spielen 2024 in Paris schwamm er über 50 m Freistil mit einer Zeit von 30,96 s auf Rang 73.